# فرودگاه محلی تبوک

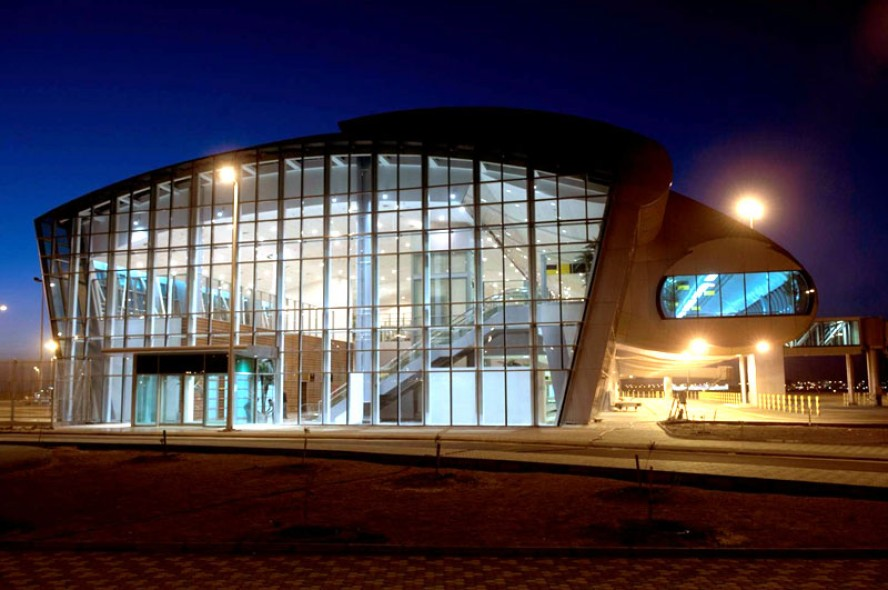
فرودگاه تبوک

فرودگاه محلی تبوک (به انگلیسی: Tabuk Regional Airport) یک فرودگاه همگانی و نظامی با کد یاتا TUU است که یک باند فرود آسفالت دارد و طول باند آن ۳۳۵۰ متر است. این فرودگاه در شهر تبوک کشور عربستان سعودی قرار دارد و در ارتفاع ۷۷۸ متری از سطح دریا واقع شده است.